# أداد متفرع
الأداد المتفرع أو الكرلينة المتفرعة أو الثُغام المتفرع أو الأشخيص المتفرع (باللاتينية: Carlina racemosa) نوع نباتي ينتمي إلى جنس الأداد من الفصيلة النجمية.

## الموئل والانتشار
موطنه المغرب العربي وغرب حوض البحر الأبيض المتوسط، ويوجد أيضا في بلاد الشام ولكن لا يعرف إن كان أصيلا.